# Werner Franke
Werner Franke (Paderborn, 31 januari 1940 – 14 november 2022) was een Duitse bioloog, professor in de cel- en moleculaire biologie verbonden aan het Deutsche Krebsforschungszentrum (Duits Kankeronderzoeksinstituut) in Heidelberg.
Na de middelbare school studeerde hij scheikunde, biologie en natuurkunde aan de Universiteit van Heidelberg. Na het behalen van zijn doctoraat en habilitatie werd hij professor in Heidelberg en tegelijkertijd afdelingshoofd bij het Duitse Kankeronderzoekscentrum. Van 1982 tot 1990 was hij de president van de European Cell Biology Organization (ECBO).
Hij wordt beschouwd als een belangrijke deskundige van dopinggebruik en een grote criticus van het dopinggebruik in de sport. Samen met zijn vrouw Brigitte Berendonk, voormalig Olympisch discuswerper, vocht hij tegen het dopinggebruik. Hij hielp zijn vrouw bij onderzoeken van het in 1991 uitgegeven boek Doping: From Research to Deceit waarin over het gebruik van doping bij Oost-Duitse atleten wordt geschreven.
Franke verdedigde wielrenner Danilo Hondo nadat de verboden stof carphedon in zijn bloed werd gevonden in 2005 tijdens de Vuelta a Murcia. Franke vond dat de hoeveelheid gevonden stof erg laag was.
In 2006 beschuldigde hij Jan Ullrich van dopinggebruik, gebaseerd op de documenten die tijdens Operación Puerto aan het licht kwamen. En op 30 juli 2007 beschuldigde hij Ronde van Frankrijk-winnaar Alberto Contador van dopinggebruik, ook gebaseerd op Operación Puerto-documenten. 
- Gemeinsame Normdatei: 136927947
- International Standard Name Identifier: 0000 0001 0952 7712
- Library of Congress Control Number: n82219846
- ORCID: 0000-0002-4873-8448
- Virtual International Authority File: 8744995
- WorldCat: E39PBJhd6tyf33kb8MWCvc4Qbd